# Olympische Sommerspiele 2008/Teilnehmer (Norwegen)
| Gelbes Symbol für Goldmedaillen mit stilisierten Olympischen Ringen | Graues Symbol für Silbermedaillen mit stilisierten Olympischen Ringen | Braundes Symbol für Bronzemedaillen mit stilisierten Olympischen Ringen |
| ------------------------------------------------------------------- | --------------------------------------------------------------------- | ----------------------------------------------------------------------- |
| 3                                                                   | 5                                                                     | 1                                                                       |

Norwegen nahm 2008 in Peking zum 23. Mal an Olympischen Sommerspielen teil. 30 Männer und 54 Frauen nahmen an 15 Wettbewerben teil. Flaggenträgerin war die in Uganda geborene Gewichtheberin Ruth Kasirye, die später den siebten Platz in ihrer Gewichtsklasse belegte.
Die beiden Olympiasieger Andreas Thorkildsen und Olaf Tufte konnten ihre Goldmedaille von 2004 verteidigen und auch an der dritten Goldmedaille war mit Else-Marthe Sørlie Lybekk eine Sportlerin beteiligt, die bereits früher eine olympische Medaille gewonnen hatte.

## Medaillengewinner

### Gold
| Name                                          | Sportart       | Wettkampf        |
| --------------------------------------------- | -------------- | ---------------- |
| Andreas Thorkildsen                           | Leichtathletik | Speerwurf Männer |
| Norwegische Frauen-Handballnationalmannschaft | Handball       | Frauen           |
| Olaf Tufte                                    | Rudern         | Skull Einer      |

### Silber
| Name               | Sportart       | Wettkampf                       |
| ------------------ | -------------- | ------------------------------- |
| Nina Solheim       | Taekwondo      | Frauen über 67 kg               |
| Alexander Dale Oen | Schwimmen      | Männer 100 Meter Brustschwimmen |
| Tore Brovold       | Schießen       | Männer Skeet                    |
| Kjersti Plätzer    | Leichtathletik | Frauen 20 Kilometer Gehen       |
| Eirik Verås Larsen | Kanu           | Männer K-1 1000 Meter           |

### Bronze
| Name            | Sportart  | Wettkampf                       |
| --------------- | --------- | ------------------------------- |
| Sara Nordenstam | Schwimmen | Frauen 200 Meter Brustschwimmen |

## Teilnehmer

### Beachvolleyball
- Frauen
  - Team Norwegen-1: Nila Hkedal / Ingrid Trlen
  - Team Norwegen-2: Susanne Glesnes / Kathrine Maaseide

- Männer
  - Team Norwegen: Jrre Kjemperud / Tarjei Skarlund

### Fechten
- Männer
  - Sturla Torkildsen, Degenfechten , Einzelwettbewerb, Platz 32

### Fußball
Frauen
- Tor
1 Erika Skarbø
18 Christine Nilsen
- Abwehr
2 Ane Stangeland Horpestad
3 Gunhild Følstad
5 Siri Nordby
7 Trine Rønning
12 Marit Fiane Christensen
15 Marita Skammelsrud Lund
- Mittelfeld
4 Ingvild Stensland
6 Marie Knutsen
13 Lene Storløkken
- Sturm
8 Solveig Gulbrandsen
9 Isabell Herlovsen
10 Melissa Wiik
11 Leni Larsen Kaurin
14 Guro Knutsen
16 Elise Thorsnes
17 Lene Mykjåland
- Trainer
Bjarne Berntsen
- Ergebnisse
Vorrunde
 Vereinigte Staaten: 2:0
 Neuseeland: 1:0
 Japan: 1:5
Viertelfinale
 Brasilien: 1:2

### Handball
Frauen (Gold )
Kari Mette Johansen
Katrine Lunde Haraldsen
Gro Hammerseng
Tonje Larsen
Gøril Snorroeggen
Terese Pedersen
Kristine Lunde
Karoline Dyhre Breivang
Else-Marthe Sørlie Lybekk
Ragnhild Aamodt
Marit Malm Frafjord
Tonje Nøstvold
Katja Nyberg
Kari Aalvik Grimsbø
Linn-Kristin Riegelhuth Koren
Trainerin
Marit Breivik

### Gewichtheben
- Frauen
  - Ruth Kasirye Mittelgewicht

### Kanu
- Männer
  - Eirik Vers Larsen

Kajak-Einer 500 m, 4. Platz
Kajak-Einer 1000 m. 2. Platz

### Leichtathletik
- Frauen
  - Kjersti Tysse-Plätzer
20 km Gehen, 1:27:7 h, Silbermedaille
  - Ida Marcussen
Siebenkampf, 6015 Punkte, 21. Platz
  - Ezinne Okparaebo
Sprint 100 m, 11,45 s, 4. Platz im 5. Vorlauf
  - Kirsten Melkevik Otterbu
Marathon, 2:34:35 h, 34. Platz
  - Christina Vukicevic
100 m Hürdenlauf, 13,05 s, 4. Platz im 4. Vorlauf

- Männer
  - Andreas Thorkildsen
Speerwurf, 90,57 m, Goldmedaille
  - Trond Nymark
50 km Gehen, Wettbewerb nicht beendet
  - Jaysuma Saidy Ndure
Sprint 100 m, 10,14 s, 4. Platz im 4. Viertelfinallauf
Sprint 200 m, 20,45 s, 3. Platz im 4. Viertelfinallauf, nicht mehr angetreten
  - Erik Tysse
20 km Gehen, 1:22:43 h, 21. Platz
50 km Gehen, 3:45:08 h, 5. Platz

### Radsport

#### BMX
- Männer
  - Sebastian Kartfjord, BMX

#### Mountainbike
- Frauen
  - Lene Byberg, Mountainbike
  - Gunn-Rita Dahle Flesjå, Mountainbike

#### Straßenrennen
- Frauen
  - Anita Valen de Vries, Straßenrennen, Einzelwettbewerb, 26. Platz

- Männer
  - Kurt Asle Arvesen, Straßenrennen, Einzelwettbewerb, 32. Platz
  - Edvald Boasson Hagen, Straßenrennen, Einzelwettbewerb, 71. Platz
  - Lars Petter Nordhaug, Straßenrennen, Einzelwettbewerb, Wettbewerb nicht beendet
  - Gabriel Rasch, Straßenrennen, Einzelwettbewerb, Wettbewerb nicht beendet

### Reiten
- Morten Djupvik Springreiten, Einzel- und Mannschaftswettbewerb
- Stein Endresen Springreiten, Einzel- und Mannschaftswettbewerb
- Geir Gulliksen Springreiten, Einzel- und Mannschaftswettbewerb
- Tony Andr Hansen Springreiten, Einzel- und Mannschaftswettbewerb

### Ringen
- Männer
  - Stig André Berge Leichtgewicht, Griechisch-römischer Stil

### Rudern
- Männer
  - Olaf Tufte, Rudern Einer, Goldmedaille

### Segeln
- Frauen
  - Siren Sundby / Lise Birgitte Fredriksen / Alexandra Koefoed
Yngling, 9. Platz
  - Jannicke Stålstrøm
Windsurfen, 14. Platz
  - Cathrine Gjerpen
Laser Radial, Frauen, 28. Platz

- Männer
  - Frode Bovim / Christopher Gundersen
49er Jolle, offener Wettbewerb, 13. Platz
  - Peer Moberg
Finn-Dinghy, offener Wettbewerb, 19. Platz
  - Kristian Ruth
Laser, Männer, 10. Platz

### Schießen
- Frauen
  - Gyda Ellefsplass Olssen
10 m Luftgewehr, 391 Ringe, 34. Platz
50 m Kleinkaliber Dreistellungskampf, 575 Ringe, 27. Platz
  - Kristina Vestveit
10 m Luftgewehr, 395 Ringe, 14. Platz
50 m Kleinkaliber Dreistellungskampf, 573 Ringe, 29. Platz

- Männer
  - Tore Brovold
Skeetschießen, Silbermedaille
  - Vebjørn Berg
10 m Luftgewehr, 592 Ringe, 22. Platz
50 m Kleinkaliber Dreistellungskampf, 1266,5 Ringe, 8. Platz
50 m Kleinkaliber Stehend, 699,1 Ringe, 4. Platz
  - Espen Berg-Knutsen
50 m Kleinkaliber Dreistellungskampf, 1160 Ringe, Platz 30
50 m Kleinkaliber Stehend, 594 Ringe, 11. Platz
  - Are Hansen
10 m Luftgewehr, 592 Ringe, Platz 19
  - Harald Jensen
Skeetschießen

### Schwimmen
- Frauen
  - Sara Nordenstam
200 m Brust, 2:23,02 min, Bronzemedaille
200 m Lagen, 2:15,13 min, 2. Platz im 2. Vorlauf
400 m Lagen, 4:40,28 min, 2. Platz im 2. Vorlauf
  - Ingvild Snildal
100 m Schmetterling, 59,86 s, 5. Platz im 3. Vorlauf
200 m Schmetterling, 2min 14,53 s, 3. Platz im 1. Vorlauf

- Männer
  - Alexander Dale Oen
100 m Brust, 59,20 s, Silbermedaille
200 m Brust, 2:11,30 min, 6. Platz im 6. Vorlauf
  - Gard Kvale
200 m Freistil, 1:48,73 min, 1. Platz im 4. Vorlauf
400 m Freistil, 3:50,47 min, 1. Platz im 1. Vorlauf
200 m Lagen, 2:01,52 min, 1. Platz im 2. Vorlauf

### Taekwondo
- Frauen
  - Nina Solheim Schwergewicht, Silbermedaille